# 카를 알괴버
카를 알괴버(독일어: Karl Allgöwer, 1957년 1월 5일~)는 독일의 전직 축구 선수로 현역 시절 포지션은 미드필더이다. 그는 현역 시절 대부분을 슈투트가르트에서 보냈고, 1984년에 분데스리가 우승을 차지했다. 도한 서독 국가대표로 국제 대회에 참가했으며 1986년 월드컵에서 준우승에 올랐다.

## 클럽 경력
가이슬링겐안데르슈타이게에서 태어나 유년 시절을 보냈다. 어린 시절부터 축구를 하여 알텐슈타트와 가이슬링엔의 유소년부를 거쳐 축구 실력을 쌓아나갔고, 슈투트가르트로 가 1977년부터 1980년까지 2. 분데스리가의 슈투트가르터 키커스에서 스트라이커로서 59골을 기록했다. 인근 경쟁 구단 슈투트가르트가 키커스에 750,000 DM을 지불해 분데스리가의 구단으로 영입했다. 이적 몇 경기 만에, 그는 독일의 2군 국가대표팀에 차출되었고, 미드필더로서 예사롭지 않은 골감각을 발휘했다. 그는 일취월장하여 서독 1군 국가대표팀의 유프 데어발 감독에 차출되었다. 1980년 11월에 하노버에서 열린 프랑스와의 경기에서 알괴버는 우측 미드필더로 출전해 인상적인 활약으로 눈도장을 확실히 찍었다. 이후, 그는 1982년 월드컵에 참가할 것으로 예상되었다. 그러나, 알괴버는 월드컵 개막 전에 국가대표팀에서 은퇴했다.
알괴버는 1982년에 국가대표팀에서 은퇴한 후 3년 동안 차출되지 않았다. 이 기간 동안 슈투트가르트에서 1984년 분데스리가를 우승해, 구단에서의 입지가 더욱 공고해졌다. 유프 데어발의 후임으로 서독 국가대표팀 감독으로 1984년에 취임한 프란츠 베켄바워는 강한 공격력의 미드필더의 은퇴 번복을 종용했지만, 1985년 10월이 되어서야 알괴버가 포르투갈과의 월드컵 예선전에서 복귀했는데, 이 경기는 공교롭게도 소속 구단인 슈투트가르트의 네카어슈타디온에서 진행되었다. 그는 서독 국가대표팀에서 계속 활약할지를 고민하다가 1986년 월드컵에서 준우승할 당시에 본선 한 경기도 출전하지 않고 국가대표팀 유니폼을 반납했다. 그는 국가대표팀에서 불과 10경기만 출전했다.
리그 무대에서, 그는 슈투트가르트의 주요 선수로 자리매김하여 말년에 최후방 수비수로 활약했다. 카를의 형제 랄프도 슈투트가르트에서 같은 시기 활약했지만, 감독과 슈투트가르트 지지자들의 기대만큼 카를의 위상을 쌓지 못했다. 1989년, 강력한 프리킥 전문가는 기도 부흐발트와 위르겐 클린스만과 협력해 디에고 마라도나의 나폴리와 UEFA 유로파리그 결승전을 벌여 석패해 준우승을 거두었다. 338번의 분데스리가 경기에 출전한 알괴버는 1991년 여름에 독일 1부 리그 무대와 결별했다.

## 수상

### 클럽
슈투트가르트
- 유로파리그 준우승: 1988–89
- 분데스리가: 1983–84
- DFB-포칼 준우승: 1985–86

### 국가대표팀
서독
- 월드컵 준우승: 1986

### 개인
- 바덴뷔르템베르크주 명예 기사